# Jvyrka
Jvyrka (en ukrainien : Жвирка) ou Jvirka (en russe : Жвирка ; en polonais : Żwirka) est une commune urbaine de l'oblast de Lviv, en Ukraine. Elle fait partie du raïon de Sokal. Sa population s'élevait à 3 652 habitants en 2021.

## Géographie
Elle se trouve sur la rive gauche du Boug occidental, et fait face à la ville de Sokal, qui se trouve sur l'autre rive. Jvyrka est située à 73 km au nord de Lviv.

## Histoire
Jvyrka a été fondée en 1884 en relation avec la construction de la voie ferrée Sokal – Rava-Rouska. Jvyrka a le statut de commune urbaine depuis 1956. Les emblèmes actuels de la ville furent adoptés en 2000. Les armoiries représentent une muraille avec trois tours, celle du milieu étant la tour d'un ancien monastère de bernardines ; un faucon aux ailes déployées se trouve dans les portes ouvertes. Il s'agit des anciennes armoiries de Solkal modifiées, alors que Jvyrka faisait partie de Sokal. Le complexe monastique représenté se trouve aujourd'hui sur le territoire de Jvyrka. Le gonfalon est traversé en diagonal par une bande blanche représentant le Boug occidental, qui sépare Jvyrka de Sokal. En haut à droite sur un fond bleu se trouve un faucon aux ailes déployées et en bas à gauche sur un fond vert une clé à molette et un marteau qui rappellent la fondation de Jvyrka liée avec le chemin de fer.

## Population
Recensements (*) ou estimations de la population :
| 1959* | 1970* | 1979* | 1989* | 2001* |
| ----- | ----- | ----- | ----- | ----- |
| 4 882 | 3 448 | 3 263 | 3 528 | 3 663 |

| 2009  | 2010  | 2011  | 2012  | 2013  |
| ----- | ----- | ----- | ----- | ----- |
| 3 696 | 3 697 | 3 710 | 3 683 | 3 692 |

| 2021  | - | - | - | - |
| ----- | - | - | - | - |
| 3 652 | - | - | - | - |

## Transports
Jvyrka se trouve à 76 km de Lviv par la route et à 103 km par le chemin de fer. La gare ferroviaire de Jvyrka porte le nom de « Sokal ». 